# Kai-Uwe Schnell
Kai-Uwe Schnell (* 14. Dezember 1967 in Gießen) ist ein ehemaliger deutscher Fußballspieler.

## Karriere
Kai-Uwe Schnell spielte in den Jugendmannschaften des VfB Wißmar, des VfB Gießen und des VfL Marburg. Bei den Marburgern schaffte Schnell den Sprung in der Oberliga-Mannschaft. Marburg spielte in der Oberliga Hessen unter Trainer Günter Keifler. Schnell machte dann seine ersten Schritte in der Oberliga. Zur Saison 1988/89 wechselte er zum Ligarivalen KSV Hessen Kassel. Schnell wurde Stammspieler und zum Saisonende stand die Meisterschaft in der Oberliga Hessen zu Buche. Die folgende Aufstiegsrunde wurde erfolgreich gestaltet, in der Aufstiegsrunde kam Schnell auf sechs Einsätze. In der Saison 1989/90 blieb Schnell bei den Kasslern Stammspieler und bestritt vierunddreißig Spiele. Zum Saisonende war Kassel mit dem SV Darmstadt 98 und dem VfL Osnabrück punktgleich, doch durch das schlechtere Torverhältnis, belegten die Kasseler den siebzehnten Tabellenplatz und stieg direkt nach einem Jahr wieder ab. Es folgte die erneute Meisterschaft in der Oberliga Hessen, doch die Aufstiegsrunde wurde nicht erfolgreich gestaltet. Schnell schaffte trotzdem den Sprung in die zweite Liga, er schnürte die Schuhe ab der Saison 1991/92 für den VfB Oldenburg. Bei Oldenburg spielte er zwei Jahre. Im zweiten Jahr stellt sich der Erfolg für die Oldenburger nicht ein. Als Tabellenzweiundzwanzigster stieg Schnell mit Oldenburg in die Oberliga ab. Die Wege von Oldenburg und Schnell trennten sich. Er ging zum Bayer 05 Uerdingen und spielte somit weiterhin in der zweiten Liga. Die Bayer-Werkself war gerade aus der Bundesliga abgestiegen und das Saisonziel hieß Wiederaufstieg. Am Ende landete Schnell mit seinen Mannschaftskameraden hinter dem VfL Bochum auf Platz zwei. Der Wiederaufstieg glückte, und Schnell war mit Uerdingen im Oberhaus des deutschen Fußballs angekommen. In der ersten Liga konnte sich Schnell nicht durchsetzen, er kam auf drei Einsätze. Uerdingen hielt die Liga, und Schnell wechselte in die Regionalliga. Dort spielte zwei Jahre für den SC Paderborn 07 und zwei Jahre für den 1. FC Saarbrücken. Es folgte ein Jahr in der Liga, in der Schnells Karriere begonnen hatte, der Oberliga Hessen beim SV Darmstadt 98. Nach dieser Saison beendete er seine Profikarriere. Mit 34 Jahren spielte er nochmal für seinen ehemaligen Jugendverein VfB Wißmar in der Bezirksklasse und Kreisklasse A.